# Дифферент
Диффере́нт — морской термин, разница осадок судна носом и кормой. Угол дифферента — угол отклонения плоскости мидель-шпангоута от вертикали. В авиации для обозначения такого же угла, задающего ориентацию летательного аппарата, используется термин тангаж.

## Определение осадки и дифферента судна

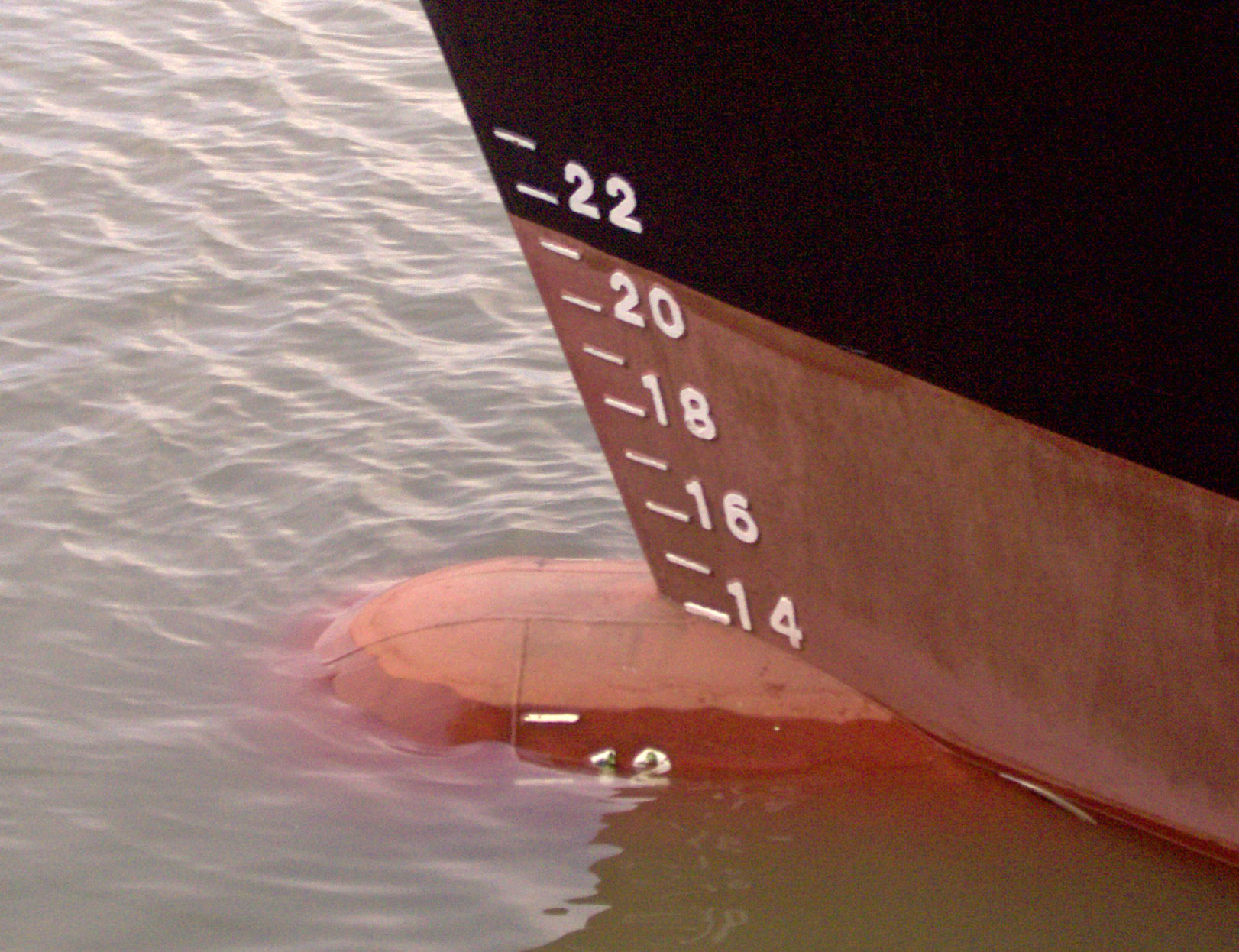
Марки углубления, показывающие осадку судна

Для определения осадки в носовой, средней и кормовой частях на обоих бортах наносят марки углубления в метрах и сантиметрах или в дециметрах арабскими цифрами. Нижние кромки цифр соответствуют той осадке, которую они обозначают. Для определения  дифферента из осадки носом вычитают осадку кормой. Если осадка кормой больше осадки носом, то судно имеет дифферент на корму (отрицательный дифферент) и, наоборот, при осадке носом больше осадки кормой — дифферент на нос (положительный дифферент).
Дифферент равен нулю, если осадки носом и кормой равны. При осадке носом, равной осадке кормой (когда дифферент равен нулю), говорят: «судно — на ровном киле».
Средняя осадка представляет собой полусумму осадок носа и кормы.
Дифферент может образовываться под действием гидродинамических сил при движении судна. Так для примера, при увеличении скорости, судно приобретает дифферент на корму.